# Cuban-play
Cuban-play.comはキューバの野球総合情報サイト。キューバの野球選手と海外で活躍しているキューバの野球選手のニュース、統計、画像やビデオが集まっている、2012年9月に設立されたサイト。MLBやマイナーリーグ、国際親善試合や、読者からのコメント欄も充実している。
情報源として、アメリカのニュースサイトや旅行情報サイト、MLBとMiLB（baseball-reference.com）のサイトやビデオサイト（mlb.com）を利用していることが多いが、許可を取っているかは不明である。
主催者はジャーナリストのイエス·ヘルナンデスとアルフレド·マルティネス·ゴンザレスである。